# Silsila (sufizm)
Silsila (arab. سلسلة) – w języku arabskim dosł. "łańcuch". W świecie arabskim oznacza on m.in. łączność mistrza z uczniem. 
W sufizmie termin oznaczający "duchowy łańcuch" sukcesorów danej doktryny lub drogi (tariki). Zgodnie z doktrynami sufickimi Silsila wszystkich bractw i dróg rozpoczyna się od Proroka Muhammada.
W szyizmie termin idiomatyczny oznaczający wywodzenie się (pochodzenie rodowe) od duchowego mistrza.